# Кулканово
Кулка́ново (рос. Кулканово, башк. Ҡолҡан) — присілок у складі Гафурійського району Башкортостану, Росія. Входить до складу Саїтбабинської сільської ради.
Населення — 166 осіб (2010; 211 в 2002).
Національний склад:
- башкири — 100%

## Географія
Кульканово розташоване за 32 км на північний схід від Красноусольського (адміністративного центру району) по автодорозі. Найближчий сільський населений пункт — Саітбаба.